# Antodice picta
Antodice picta är en skalbaggsart som först beskrevs av Johann Christoph Friedrich Klug 1825.  Antodice picta ingår i släktet Antodice och familjen långhorningar.
Artens utbredningsområde är Paraguay. Inga underarter finns listade i Catalogue of Life.